# Carta Salamandra
La Carta Salamandra es un documento espurio encontrado por Mark Hofmann. Esta carta está relacionada con la historia del Movimiento de los Santos de los Últimos Días, también conocido como mormonismo.
La Carta Salamandra fue uno de los cientos de documentos relacionados con el mormonismo que surgieron a principios de la década de 1980. La Carta Salamandra presentaba una visión de la vida del fundador del mormonismo, Joseph Smith, que estaba muy en desacuerdo con la versión comúnmente aceptada de la etapa temprana de la iglesia que Smith estableció.
Inicialmente aceptada por algunos expertos en documentos y coleccionistas, y rechazada por otros, la Carta Salamandra generó mucha discusión dentro y fuera del mormonismo. Kenneth W. Rendell le dio crédito al afirmar que la tinta, el papel y el matasellos eran consistentes con el período; concluyó que «no hay indicios de que el documento sea una falsificación». Más tarde se demostró que el documento era una falsificación creada por Hofmann, quien había sido responsable del «descubrimiento» de muchos otros documentos notables. Rendell luego reformuló su conclusión, afirmando que si bien había «la ausencia de cualquier indicio de falsificación en la propia carta, tampoco había evidencia de que fuera genuina».

## Contenido
El contenido de la carta implicaba un aspecto mágico en la vida de Smith, un tema controvertido debatido entre los estudiosos de la historia de los Santos de los Últimos Días. La Carta Salamandra supuestamente fue escrita por Martin Harris a William Wines Phelps, uno de los primeros conversos del mormonismo. Harris sirvió durante un corto período de tiempo como escriba para la traducción de las planchas de oro y ayudó a financiar la primera impresión del Libro de Mormón. Una declaración de Harris aparece en la introducción del Libro de Mormón con respecto a su participación en su traducción.
La carta presentaba una versión de la recuperación de las planchas de oro que contrastaba con la versión «ortodoxa» de los acontecimientos relatados por Joseph Smith y el mormonismo lo que, de ser cierto, habría confirmado algunos aspectos controvertidos de la vida de Smith. Smith había sido acusado de «excavación del tesoro» y uso de una «piedra vidente».
Según esta carta, cuando Smith desenterró las planchas apareció una «salamandra», la que se transformó en un espíritu que se negó a darle las planchas a Smith a menos que su hermano Alvin Smith también estuviera presente. Esto habría sido muy difícil, ya que Alvin estaba muerto en el momento de la supuesta aparición. Esta referencia pudo haber sido un intento de Hofmann de asociar la recuperación de las planchas de oro a un rumor de que la tumba de Alvin fue excavada por la familia de Smith para usar los restos de Alvin en una ceremonia mágica.
El uso de Hofmann de una salamandra se basó en leyendas sobre ciertos animales que tienen poderes sobrenaturales. Puede que Hofmann se haya inspirado en una de las primeras obras antimormonas Mormonism Unvailed (1834), que afirmaba que se rumoreaba que un animal parecido a un sapo se le apareció a Smith junto con la recuperación de las planchas.

## Autenticidad
La carta fue considerada auténtica por experimentados examinadores de documentos antiguos, un testimonio de las técnicas superiores de falsificación de Mark Hofmann. La carta también parecía apoyar las opiniones de Reed Durham, D. Michael Quinn y otros sobre los aspectos «mágicos» de las experiencias religiosas de Smith. El desencanto de Hofmann con La Iglesia de Jesucristo de los Santos de los Últimos Días pudo haber jugado un papel en su selección de temas para falsificar. Cuanto más sensacional y controvertido sea el tema, mayor sería su valor de mercado potencial, pero además, el contenido actuaría para generar sospechas sobre los orígenes del mormonismo.[cita requerida]

## Compra y publicidad
La carta fue inicialmente ofrecida a Don Schmidt del Departamento Histórico de La Iglesia de Jesucristo de los Santos de los Últimos Días el 3 de enero de 1984 por Lyn Jacobs, que quería cambiarla por una moneda de oro mormona de diez dólares. Jacobs le dijo a Schmidt que recibió la carta de un coleccionista en el este, referido por Mark Hofmann. Posteriormente, Jacobs cambió su oferta a un intercambio por una copia de un Libro de Mandamientos, siendo esta oferta también rechazada. Jacobs sugirió que Brent Ashworth podría estar interesado en adquirir la carta, aunque Hofmann ya le había mostrado una transcripción y lo había declarado falso. El contenido de la carta también parecía demasiado similar al Mormonism Unvailed de Howe para otros en el departamento histórico de la iglesia. La carta también se ofreció a otras partes interesadas, incluyendo a Jerald y Sandra Tanner, prominentes críticos del mormonismo. Aunque la carta aparentemente reforzaba los reclamos de los Tanner contra la iglesia, el matrimonio expresó dudas sobre su autenticidad. Nunca se llegó a un acuerdo con la iglesia SUD. Hofmann finalmente vendió la carta a Steven F. Christensen el 6 de enero de 1984 por cuarenta mil dólares. Christensen quería intentar autenticarlo y luego donarlo a la iglesia SUD.[cita requerida]
En Church News el 28 de abril de 1985, la iglesia SUD reveló el contenido de la Carta Salamandra. Aproximadamente al mismo tiempo, la iglesia también lanzó una carta a su programa de seminario de secundaria para jóvenes, sugiriendo que los maestros de seminario no fomentan el debate sobre la Carta Salamandra, sino que deben responder con tacto preguntas genuinas sobre el tema. FARMS (un grupo de investigación compuesto por eruditos SUD, pero que en ese momento no tenía una conexión formal con la iglesia SUD) publicó varios artículos que examinaron la Carta Salamandra, incluyendo «¿Por qué una persona en 1830 puede conectar un ángel con una salamandra?».

## Sospechas y resolución
Mark Hofmann generó sospechas  por los numerosos y asombrosos descubrimientos de documentos que se creían perdidos, incluyendo el llamado Juramento de un hombre libre que intentaba vender a la Biblioteca del Congreso.
A principios de 1984, Jerald Tanner concluyó que había dudas significativas sobre la autenticidad de la Carta Salamandra. Incluso llegó a publicar un ataque al documento, lo que sorprendió a muchos académicos y estudiantes, ya que este y otros «descubrimientos» de documentos mormones importantes por Hofmann a menudo parecían reforzar los argumentos de los Tanner. A fines de 1984, Jerald Tanner cuestionó la autenticidad de la mayoría, si no todos, los «descubrimientos» de Hofmann, basados en gran parte en su procedencia no comprobada. Los Tanner coincidieron con Hofmann en afirmar que la aparente incapacidad de la iglesia SUD para discernir si los documentos eran o no falsificados era evidencia de que el liderazgo de la iglesia no estaba divinamente inspirado. John Tvedtnes, un erudito SUD, respondió con la declaración de Joseph Smith de que «un profeta era un profeta solo cuando actuaba como tal», y que comprar materiales históricos es una actividad comercial más que una empresa profética. También se afirma que los líderes SUD no reclaman la infalibilidad y que los esfuerzos de la iglesia para obtener y archivar material históricamente significativo se extienden incluso a obras de autores antimormones.
Hofmann estaba luchando bajo una deuda masiva y se estaba quedando atrás en el cumplimiento de los acuerdos que había hecho. En 1985, cuando supo que la autenticidad de la Carta Salamandra estaba bajo sospecha generalizada, fabricó y colocó una serie de bombas como táctica de distracción. Fueron detonados con un interruptor de mercurio, pero sin interruptor de seguridad. Dos personas fueron asesinadas: Christensen en su oficina, el objetivo principal, y Kathleen Sheets en su casa. Esa bomba pretendía ser una distracción para atraer a los investigadores. Posteriormente, el propio Hofmann resultó herido cuando una tercera bomba explotó prematuramente en su automóvil. Esa bomba explotó de tal manera que la mayor parte de la explosión no golpeó directamente a Hofmann. La policía investigó estas explosiones, y durante una búsqueda en la casa de Hofmann encontró un estudio en el sótano donde podía crear documentos falsificados, así como una carabina semiautomática que se había modificado para convertirla en automática. Se comprobó que muchos de los documentos que Hofmann vendió o donó eran falsificaciones gracias a una nueva técnica forense desarrollada por el FBI, principalmente para detectar falsificaciones. El Departamento de Policía de Salt Lake City utilizó al agente especial y examinador forense del estado de Utah, George Throckmorton y al examinador de documentos de Arizona William Flynn para examinar un poema supuestamente escrito por Harris y colocado en su antiguo Libro de Oración Común, y determinó que en realidad había sido creado por Hofmann. Hofmann usó el poema para autenticar la escritura en la Carta Salamandra. Aunque esto era prueba suficiente de que la carta era una falsificación, Throckmorton y Flynn reforzaron su caso al ponerse en contacto con Frances Magee, la viuda de un descendiente de Robert Harris. [cita requerida]
La familia de Magee había sido propietaria del libro durante muchos años, y Magee dijo a los investigadores que nunca antes había visto el poema. Sospechaba que alguien lo había plantado allí después de que vendió el libro. Hofmann finalmente se declaró culpable de sus falsificaciones y asesinatos, y fue sentenciado a cadena perpetua.
Los líderes de la Iglesia, especialmente el miembro de la Primera Presidencia Gordon B. Hinckley, continuaron lamentándose por algún tiempo por «ser engañados» y por ser «incapaces de discernir las malas intenciones de un hombre como Hofmann». Hinckley más tarde señaló: «Lo acepté para que viniera a mi oficina con confianza... admito sinceramente que Hofmann nos engañó. Sin embargo, también engañó a expertos de Nueva York a Utah... No me da vergüenza admitir que fuimos víctimas. No es la primera vez que la Iglesia se encuentra en esa posición. Joseph Smith fue víctima una y otra vez. El Salvador fue víctima. Lamento decir que a veces sucede.»

## Consecuencias
Más de veinte años después, los efectos de la carta aún persistían. La carta fue referenciada en investigaciones por mormones y críticos del mormonismo por igual. Las publicaciones resultantes que incluyen conclusiones basadas en la presunción de que la carta era auténtica todavía están disponibles y pueden influir en las opiniones de quienes buscan información sobre «doctrina mormona profunda» o evidencia para apoyar una visión histórica naturalista o mágica del mormonismo o de Joseph Smith. Además, Hofmann produjo y vendió muchos otros documentos relacionados con eventos importantes en la historia del mormonismo que eran falsos.[cita requerida]
Grant H. Palmer, autor del libro An Insider's View of Mormon Origins, declaró que su trabajo fue influenciado en parte por su aceptación original de la Carta Salamandra como válida y que apoyaba su punto de vista.
Palmer declaró que la Carta Salamandra le hizo explorar la «mentalidad mística» de Joseph Smith.
La Carta Salamandra también influyó en el contenido de la película The God Makers II, una supuesta exposición del mormonismo. La película sugiere que a Joseph Smith se le exigió desenterrar el cuerpo de su hermano Alvin y llevar una parte de él con él a Cumorah para obtener las planchas de oro de las cuales se decía que el Libro de Mormón había sido traducido. Jerald y Sandra Tanner refutaron esta sugerencia y determinaron que la única fuente conocida de tal requisito habría sido la Carta Salamandra.